# Wasserstraßen- und Schifffahrtsamt Kiel-Holtenau

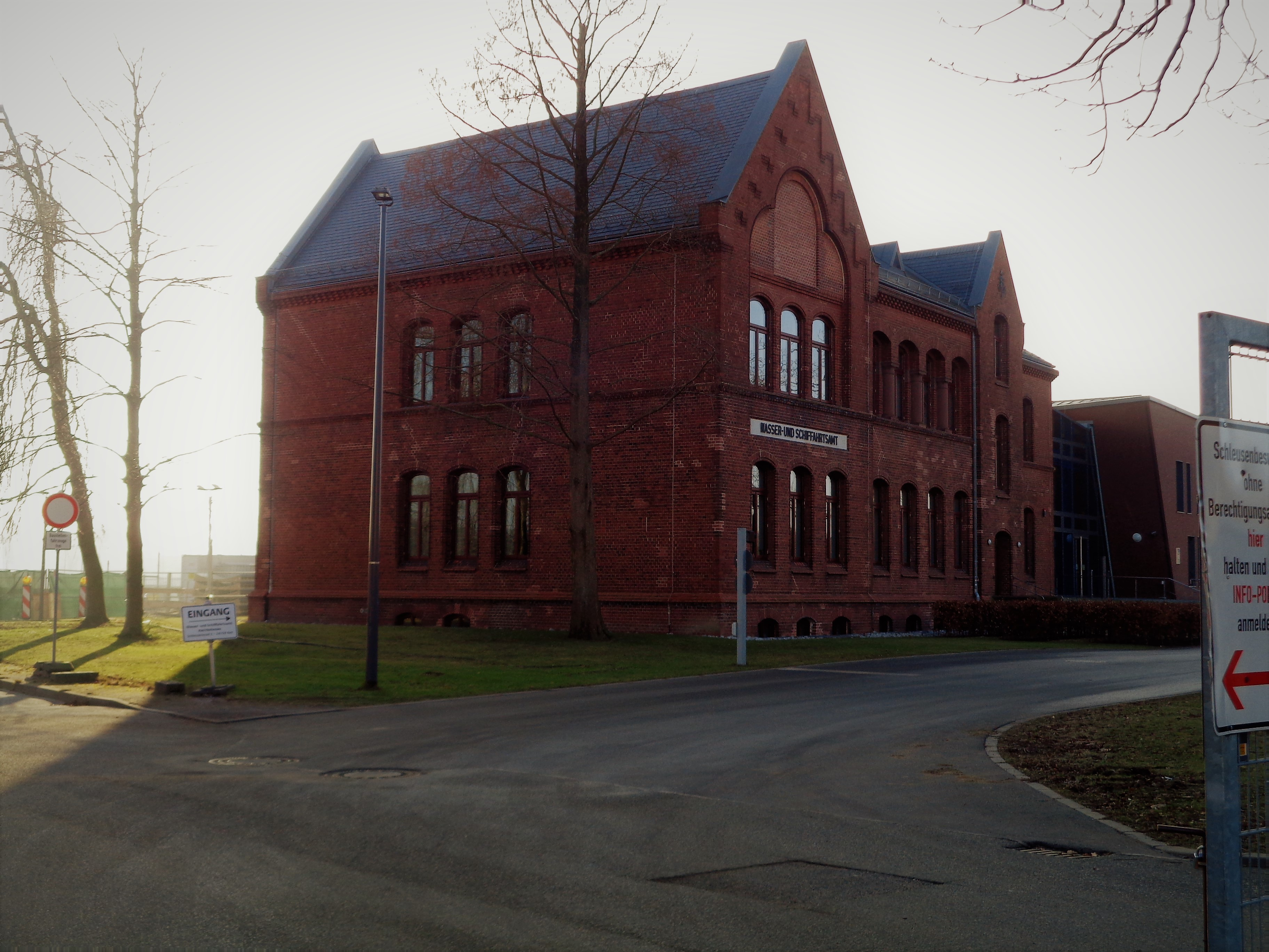
Wasserstraßen- und Schifffahrtsamt Kiel-Holtenau (2017)

Das Wasserstraßen- und Schifffahrtsamt Kiel-Holtenau (WSA Kiel-Holtenau) war ein Wasserstraßen- und Schifffahrtsamt in Deutschland. Es gehörte zum Dienstbereich der Generaldirektion Wasserstraßen und Schifffahrt, vormals Wasser- und Schifffahrtsdirektion Nord.
Am 22. März 2021 wurde das Wasserstraßen- und Schifffahrtsamt Brunsbüttel mit dem Wasserstraßen- und Schifffahrtsamt Kiel-Holtenau zum Wasserstraßen- und Schifffahrtsamt Nord-Ostsee-Kanal zusammengelegt.

## Zuständigkeitsbereich
Die Behörde war zuständig für den östlichen Teil des Nord-Ostsee-Kanals (ab/bis Kanalkilometer 49,5 bei Breiholz etwas westlich von Rendsburg), den Obereidersee, den Borgstedter See und den Flemhuder See sowie den Achterwehrer Schifffahrtskanal.

## Aufgabenbereich
Zu den Aufgaben gehörten:

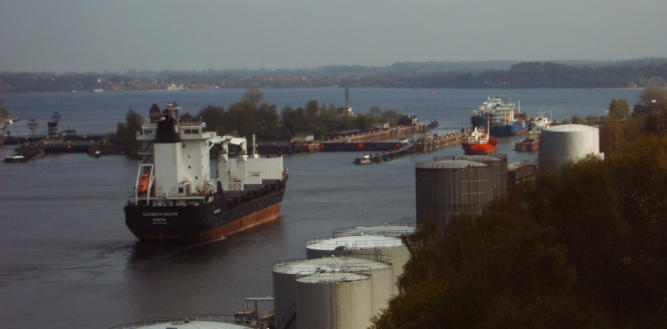
Blick auf die Schleusenanlage in Kiel-Holtenau (Richtung Kieler Förde, rechts die großen Schleusen)

- Unterhaltung, Betrieb und Ausbau des Teils des Nord-Ostsee-Kanals im Amtsbereich
- Unterhaltung und Betrieb der Schleusenanlagen in Holtenau
- Betrieb der Fähren über den Nord-Ostsee-Kanal im Amtsbereich
- Unterhaltung und Betrieb der schwimmenden und festen Seezeichen im Amtsbereich
- Ordnung und Sicherheit des Schiffsverkehrs
- Übernahme strom- und schifffahrtspolizeilicher Aufgaben.

## Außenbezirke

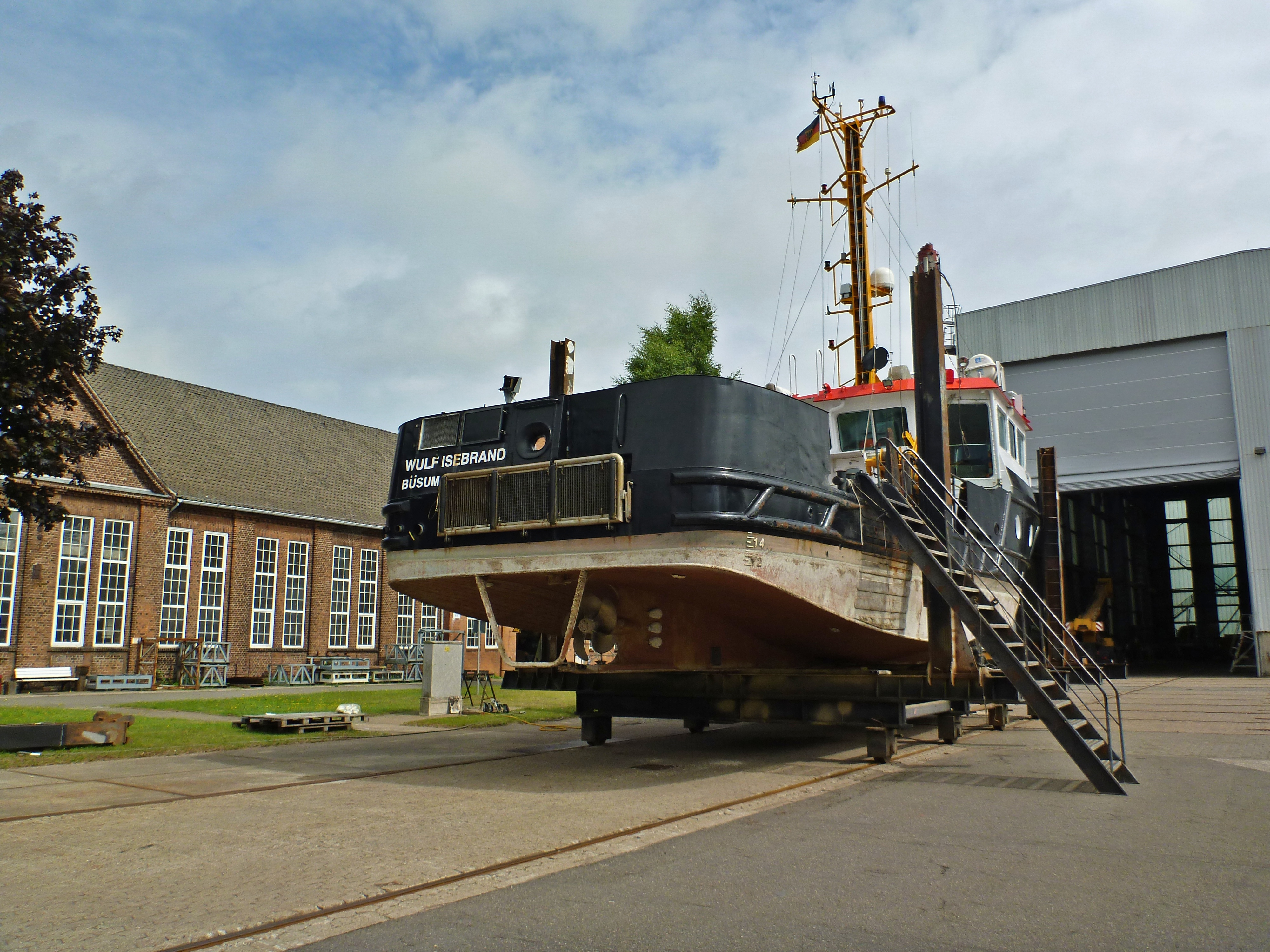
WSA-Schiff Wulf Isebrand im Bauhof Rendsburg

Zur Behörde gehörten die Außenbezirke 1 in Rendsburg und 2 in Kiel-Holtenau sowie der Bauhof in Rendsburg.
- Der Außenbezirk 1 in Rendsburg ist zuständig für den Betrieb und die Unterhaltung des Nord-Ostsee-Kanals von Kanalkilometer 49,5 bis Kanalkilometer 87,0 inklusive der Nebengewässer des Kanals und dem Achterwehrer Schifffahrtskanal.
- Der Außenbezirk 2 in Kiel-Holtenau ist zuständig für den Betrieb und die Unterhaltung des Nord-Ostsee-Kanals von Kanalkilometer 87,0 bis zur Kieler Förde.
- Der Bauhof Rendsburg nahm insbesondere Wartungs- und Instandsetzungsarbeiten an Schiffen, Anlagen und Seezeichen des Wasserstraßen- und Schifffahrtsamtes Kiel-Holtenau wahr. Weiterhin war der Bauhof für die Wartungsarbeiten der Kanalfähren und der Schwebefähre in Rendsburg zuständig. Der Bauhof verfügt über eine Schiffbauhalle, einen Hafen und werftähnliche Strukturen wie Werkstätten und eine Slipanlage. Die Maschinenwerkstätte (Gebäude VIII), der Wasserturm der Saatseewerft sowie der Dampfhammer in Gebäude VIII sind in der Liste der Kulturdenkmale in Rendsburg eingetragen.

## Kleinfahrzeugkennzeichen
Den Kleinfahrzeugen im Bereich des Zuständigkeitsbereiches wurden Kleinfahrzeugkennzeichen mit der Kennung KI zugewiesen.

## Aussichtsplattform Wik
Die Behörde unterhielt im Rahmen der Öffentlichkeitsarbeit für Besucher eine Aussichtsplattform auf der Südseite der Schleusenanlage.